# Milà-Sanremo 2017
La Milà-Sanremo 2017, 108a edició de la Milà-Sanremo, es disputà el dissabte 18 de març de 2017 sobre un recorregut de 291 km, en el que va ser la vuitena prova de l'UCI World Tour 2017.
La victòria fou per a Michał Kwiatkowski (Team Sky), que s'imposà a l'esprint a Peter Sagan (Bora-Hansgrohe) i Julian Alaphilippe (Quick-Step Floors). La cursa va seguir els patrons habituals, amb una llarga escapada que fou neutralitzada en els quilòmetres finals. En l'ascensió al el Poggio Tom Dumoulin va imprimir un ritme endimoniat, tot treballant pel seu company Michael Matthews. Quan Dumoulin deixà de fer-ho Sagan atacà, i sols fou seguit per Kwiatkowski i Alaphilippe. Obriren una petita diferència, suficient per jugar-se la victòria l'esprint. Sagan fou el primer en esprintar, però Kwiatkowski el remuntà per guanyar la cursa.

## Recorregut
La Milà-Sanremo és la cursa professional més llarga del calendari ciclista i el 2017 tindrà una llargada de 291 quilòmetres. La cursa comença a la ciutat de Milà, a la Via della Chiesa Rossa. Des de Milà, la primera part de la cursa és majoritàriament plana, tot passant per les províncies de Milà, Pavia i Alessandria. No hi ha cap ascensió significativa en els primers 100 quilòmetres de recorregut. En entrar a la província de Gènova els ciclistes han d'afrontar l'ascensió al Passo del Turchino, una llarga i suau ascensió sense cap dificultat destacable. El descens però, és molt regirat i és important que els ciclistes es mantinguin a la part davantera del grup. Els següents 80 quilòmetres tornen a ser majoritàriament plans. En aquesta part de la cursa, a la província de Savona, els ciclistes seguiran la costa mediterrània.
La part més complicada de la cursa comença al voltant del quilòmetre 240 de cursa, quan la cursa entra a la província d'Imperia. Els ciclistes hauran de superar una sèrie d'ascensions conegudes com a Capi: el Capo Mele, el Capo Cerva i el Capo Berta. Després d'aquestes ascensions queden menys de 40 quilòmetres per a la fi de la cursa. Un curt tram pla es troba abans de l'ascensió a la Cipressa, una ascensió de 5,6 quilòmetres de llargada, amb una mitjana del 4,1%. El cim es corona a manca de 21,5 quilòmetres per l'arribada. Nou quilòmetres plans conduiran a la darrera ascensió de la cursa és el Poggio, amb 3,7 quilòmetres de pujada a una mitjana del 3,7% i rampes màximes del 8%. El cim es troba a tan sols 5,5 quilòmetres de l'arribada. El descens és molt tècnic, amb passos estrets i corbes tancades. En finalitzar el descens sols manquen 2,3 quilòmetres per l'arribada, amb una recta final de 750 metres.

## Equips participants
En la cursa hi prendran part 25 equips, el nombre màxim permès, per un total de 200 corredors. A la presència obligatòria dels 18 equips UCI WorldTeams, s'hi afegiran set equips convidats de categoria professional continental, que varen ser comunicats el 18 de gener de 2017 per l'RCS Sport.
| WorldTeams (18)- AG2R La Mondiale - Astana - Bahrain-Merida - BMC Racing Team - Bora-Hansgrohe - Cannondale-Drapac - Dimension Data - FDJ - Katusha-Alpecin - Lotto NL-Jumbo - Lotto-Soudal - Movistar Team - Orica-Scott - Quick-Step Floors - Sky - Team Sunweb - Trek-Segafredo - UAE Team Emirates Equips continentals professionals (7)- Androni Giocattoli - Bardiani CSF - Cofidis, Solutions Crédits - Gazprom-RusVelo - Nippo-Vini Fantini - Novo Nordisk - Wilier Triestina-Selle Italia |
| |

## Classificació final
| \| Classificació general \| Classificació general \| Classificació general \| Classificació general \| Classificació general \| \| Corredor \| Corredor \| Equip \| Temps \| \| \| --------------------- \| ----------------------- \| --------------------------- \| --------------------- \| --------------------- \| \| 1r \| Michał Kwiatkowski \| Team Sky \| 7h 08' 39" \| \| \| 2n \| Peter Sagan \| Bora-Hansgrohe \| + 0" \| \| \| 3r \| Julian Alaphilippe \| Quick-Step Floors \| + 0" \| \| \| 4t \| Alexander Kristoff \| Katusha-Alpecin \| + 5" \| \| \| 5è \| Fernando Gaviria Rendón \| Quick-Step Floors \| + 5" \| \| \| 6è \| Arnaud Démare \| FDJ \| + 5" \| \| \| 7è \| John Degenkolb \| Trek-Segafredo \| + 5" \| \| \| 8è \| Nacer Bouhanni \| Cofidis, Solutions Crédits \| + 5" \| \| \| 9è \| Elia Viviani \| Team Sky \| + 5" \| \| \| 10è \| Caleb Ewan \| Orica-Scott \| + 5" \| \| \| 11è \| Magnus Cort Nielsen \| Orica-Scott \| + 5" \| \| \| 12è \| Michael Matthews \| Team Sunweb \| + 5" \| \| \| 13è \| Sonny Colbrelli \| Bahrain-Merida \| + 5" \| \| \| 14è \| Daniele Bennati \| Movistar Team \| + 5" \| \| \| 15è \| Francesco Gavazzi \| Androni-Sidermec-Bottecchia \| + 5" \| \| \| 16è \| Luka Mezgec \| Orica-Scott \| + 5" \| \| \| 17è \| Ben Swift \| UAE Team Emirates \| + 5" \| \| \| 18è \| Tim Wellens \| Lotto-Soudal \| + 5" \| \| \| 19è \| Edvald Boasson Hagen \| Dimension Data \| + 5" \| \| \| 20è \| Marco Canola \| Nippo-Vini Fantini \| + 5" \| \| |                         |                             |            |
| |                         |                             |            |
| Font: ProCyclingStats |                         |                             |            |
| Classificació general |                         |                             |            |
| Corredor | Corredor                | Equip                       | Temps      |
| 1r | Michał Kwiatkowski      | Team Sky                    | 7h 08' 39" |
| 2n | Peter Sagan             | Bora-Hansgrohe              | + 0"       |
| 3r | Julian Alaphilippe      | Quick-Step Floors           | + 0"       |
| 4t | Alexander Kristoff      | Katusha-Alpecin             | + 5"       |
| 5è | Fernando Gaviria Rendón | Quick-Step Floors           | + 5"       |
| 6è | Arnaud Démare           | FDJ                         | + 5"       |
| 7è | John Degenkolb          | Trek-Segafredo              | + 5"       |
| 8è | Nacer Bouhanni          | Cofidis, Solutions Crédits  | + 5"       |
| 9è | Elia Viviani            | Team Sky                    | + 5"       |
| 10è | Caleb Ewan              | Orica-Scott                 | + 5"       |
| 11è | Magnus Cort Nielsen     | Orica-Scott                 | + 5"       |
| 12è | Michael Matthews        | Team Sunweb                 | + 5"       |
| 13è | Sonny Colbrelli         | Bahrain-Merida              | + 5"       |
| 14è | Daniele Bennati         | Movistar Team               | + 5"       |
| 15è | Francesco Gavazzi       | Androni-Sidermec-Bottecchia | + 5"       |
| 16è | Luka Mezgec             | Orica-Scott                 | + 5"       |
| 17è | Ben Swift               | UAE Team Emirates           | + 5"       |
| 18è | Tim Wellens             | Lotto-Soudal                | + 5"       |
| 19è | Edvald Boasson Hagen    | Dimension Data              | + 5"       |
| 20è | Marco Canola            | Nippo-Vini Fantini          | + 5"       |